# Districte de Kamrup
El districte de Kamrup és una divisió administrativa de l'estat d'Assam, Índia. No correspon a l'antic regne de Kamrup o Kamarupa sinó a una petita part d'Assam on habita el poble assames kamrupi i es parla el dialecte kamrupi; aquest poble i llengua també ocupen el districte de Nalbari i el districte de Barpeta, que foren segregats del de Kamrup. Després del 2001 el districte es va dividir en dos parts: Districte de Kamrup per les zones rurals i Districte Metropolità de Kamrup per l'àrea metropolitana de Guwahati. La capital dels dos està a Guwahati. Els rius principals són: 
- Brahmaputra
- Puthimari
- Bornoi
- Nona
- Kulsi
- Pagladiya
- Kalajal

La superfície és de 2740,74 km². Està format per dues subdivisions:
- Guwahati amb 2.197,48 km²
- Rangia amb 543,26 km²

La població és d'1.321.839 habitants. Abans de la separació de la zona metropolitana la població (2001) era de 2.522.324 i l'àrea conjunta era 4.345 km².
Administrativament està dividit en cercles, el 8 primers a la subdivisió de Guwahati i els tres darrers a la de Ranmgia:
Boko 
Chamaria 
Chaygaon 
Hajo 
Nagarbera 
North Guwahati 
Palasbari 
Goroimari 
Rangia 
Goreswar 
Kamalpur 
També està dividit en blocs de desenvolupament rural (blocks), 15 en total, dels que els 11 primers són a la divisió de Guwahati i els 4 darrers a la de Rangia:
- Bongaon
- Bezera
- Boko
- Chaygaon
- Chayani
- Chamaria
- Hajo
- Sualkuchi
- Rani
- Rampur
- Goroimari
- Kamalpur
- Rangia
- Bihdia Jajikona
- Goreswar

Té a més 162 Gaon Panchayats, 34 Mouzes, 220 Mandals, 991 pobles, i 2 belts tribals. Les dues ciutats principals (i municipalitats) són Palasbari i Rangia.

## Història
El territori va formar part del regne de Kamrup o Kamarupa que incloïa tota la vall del Brahmaputra amb Rangpur i Koch Bihar. Segons la tradició un dels primers reis, Bhagadatta, la capital del qual fou a Pragjyotishapura, la moderna Guwahati, va lluitar amb els perdedors a la gran guerra descrita al Mahabharata.
El territori va seguir la història d'Assam; a la primera part del segle XIII van arribar expedicions musulmans que van saquejar la vall del Brahmaputra però no van poder conservar el territori. Al segle XVI estava en mans de la dinastia Koch que lluitava amb èxit contra els ahoms d'Assam, i els rages de Cachar, Jaintia, Sylhet i Tripura, però el territori es va dividir i la zona a l'est del Sankosh, que incloïa el modern districte va passar a mans de Raghu Rai, nebot del rei Nar Narayan, mentre les terres a l'occident van quedar pel fill i hereu de Narayan, Lakshmi Narayan després del 1584; va estar amb guerra amb Parikshit, fill i successor de Raghu a la part oriental. Lakshmi no podia guanyar i va demanar l'ajut dels mogols que van enviar un exèrcit que va ocupar la fortalesa de Parikshit a Dhubri i després van atacar la capital oriental, Barnagar, al riu Manas. Després d'uns mesos de resistència es va haver de rendir i fou enviat presoner a Delhi; el germà de Parikshit, Bali Narayan, va fugir a Ahom, i el rei d'aquest estat, Pratap Singh, va refusar entregar-lo. Els mogols van envair Ahom amb deu o dotze mil homes i van derrotar l'exèrcit de Pratap al riu Bhareli, però després foren aniquilats en un atac nocturn; Pratap Singh va donar el tron de Koch oriental a Bali Narayan, i va conquerir Pandu prop de Gawhati, que va fortificar; després va assetjar Hajo però fou rebutjat; va estar pel Baix Assam durant anys amb èxit variable i el 1637 el governador mogol de Dacca va decidir posar fi als seus atacs i va enviar un nou exèrcit que va expulsar els ahoms de Kamrup ocupant Guwahati; Bali Narayan va morir en combat i es va fer un tractat que establia el Barnadi com a frontera entre Ahom i els mogols.
El rei d'Ahom Chu-cheng-pha o Susenghphaa (Prataap Xingha, vers 1603 o 1611-1641 o 1649) va construir temples hinduistes a Sibsagar i va declarar l'hinduisme religió oficial; un successor, Raja Chutumla (vers 1649-1663), va rebre dels bramans el nom de Jayadhajiya Singh (Jayadwaj Xingha o Bhoganiyaa Rojaa) i sota el seu govern s'esdevingué la invasió dels mogols dirigits per Mir Jumla, general d'Aurangzeb. Mentre a la part occidental els reis koch van continuar governant amb seu a Sankosh com a vassalls de l'Imperi Mogol. Quan Shah Jahan es va posar malalt el 1658, el rei aleshores, Pran Narayan, va aprofitar la confusió i les lluites successòries per refusar el tribut i va derrotar els fawjdar mogol de Goalpara que es va haver de retirar cap a Gawhati d'eon fou expulsat pel rei d'Ahom Jayadhwaj Singh. Pran Narayan va proposar una repartició del Baix Assam entre els dos regnes però el rei d'Ahom ho va refusar i Pran es va haver de retirar cap a Sankosh deixant tota la vall del Brahmaputra en mans dels ahoms. De les expedicions del segle XVI va quedar un record permanent amb l'ètnia dels mòries descendents dels soldats del cap militar musulmà Turbak; un altre musulmà recordat del segle XVI fou Kala Pahar, que es diu que va destruir en part els temples de Kamakhya i Hajo.
Una vegada restaurat l'orde el governador mogol de Bengala Mir Jumla va iniciar (1662) un nou atac, va derrotar a Pran Narayan, i després va marxar contra Ahom amb dotze mil cavallers i 30000 infants; derrotats els ahoms per terra i aigua (riu) foren expulsats de bona part del Baix Assam. les dificultats de comunicació al país no van aturar a Mir Jumla que va avançar pel sud del Brahmaputra, amb vaixells pel riu i l'exèrcit per terra, i finalment va ocupar Gargaon, la capital dels ahom, on es va aturar esperant el bon temps; les pluges d'aquell any foren molt fortes i el país es va inundar; l'exèrcit mogol no podia rebre subministraments i els ahom els atacaven a la nit i destruïen les petites guarnicions i destacaments aïllats. La posició dels mogols va esdevenir difícil i les pluges no paraven; es van declarar epidèmies, especialment disenteria, de la que va patir Mir Jumla. Aquest va haver d'acceptar el clamor de les seves tropes i iniciar la retirada cap a Bengala. Quan fou possible pel temps, va signar un tractat en que el rei ahom va acceptar pagar tribut, la frontera es va fixar a Goalpara, i va iniciar el retorn deixant tots els seus canons. Va morir al poc de tornar a Dacca; a l'any següent (1663) els mogols tenien posicions avançades a Rangamati i Goalpara i els ahom dominaven el país. El regne de Koch Behar (Koch Occidental, que dominava Goalpara, Kamrup i zones de l'oest de Darrang) fou ocupat pels musulmans i sotmès a tribut; un segon exèrcit mogol fou rebutjat d'Assam el 1669, i la frontera es va establir al riu Manas.
Els conflictes interns van començar llavors a Ahom entre partidaris i contraris als mogols musulmans; en onze anys (1669-1681) set reis van ocupar el tron i cap va morir de mort natural i els musulmans van aprofitar per recuperar Gawhati (1679) de la que foren expulsats altre cop per Gadadhar Singh, que va pujar al tron el 1681 i va ocupar la ciutat el 1688. Els ahom es van estendre fins a Goalpara a l'oest ocupant el veí de regne Koch (1682), i en endavant els musulmans no van passar de Goalpara al sud del Brahmaputra, excepte Ringamati, al nord del riu, a 60 km a l'oest de Goalpara.
Rudra Singh (Rudra Xingha), el més gran dels reis ahoms, va pujar al tron el 1695 o 1696; va estendre els seus dominis al sud cap a Nowgong (que era dels Kacharis) ocupant Maibang (al posterior districte de North Cachar Hills) on els kacharis havien establert la capital (quan es van retirar des de l'antiga capital Dimapur, vers el 1536). Va governar fins al 1714. Va intentar una invasió dels dominis kacharis a la plana de Cachar que el raja kachari havia obtingut com a regal del rei de Tripura pel casament amb una de les seves filles; però per les dificultats del terreny en temps de pluja va haver de desistir. El raja kachari, Tamradhwaj, va demanar ajut dels jainties una secció dels khasis, que dominaven les terres entre les muntanyes Jaintia i Khasi fins al riu Surma (el rei jaintia Ram Singh tenia seu a Jaintiapur). Quan els ahoms es van retirar Tamradhwaj va indicar a Ram Singh que la seva ajuda no era necessària però el rei jaintia va aprofitar la mobilització que havia fet i va annexionar el territori de Tamradhwaj; aquest llavors va demanar ajut a Rudra Singh d'Ahom i aquest va enviar dos exèrcits contra Jaintiapur una per les muntanyes i una pel país kachari. La capital jaintia fou ocupada sense dificultat; però quan es va intentar l'annexió els jainties es van revoltar com un sol home, i van forçar a la retirada d'Ahom.
Rudra Singh va morir el [1714]; va imposar definitivament la religió hindú. El seu fill Sib Singh (Xiba Xingha, 1714-1744) va estar dominat pels bramans de la secta Sakta i va permetre a la seva dona Phuleswari a insultar a Sudra Mahant el cap de la secta dels moamàries. En aquest temps només els deodhais i bailongs i el sacerdots i astròlegs tribals van romandre aferrats a les antigues creences. El 1769 al pujar al tron Lakshmi Singh els moamàries van començar un política agressiva i una part de la població es va revoltar per primera vegada sota la direcció dels mahantes (líders religiosos) sota la direcció de Ragha Maran; un grup de moamàries es va apoderar del rei i va proclamar sobirà al fill d'un cap de la tribu matak (que vivia al territori de Lamkhipur; el seu nom vol dir "forts"), la més addicte a la secta; la repressió contra antics servidors de l'estat ahom va impulsar als legitimistes a la revolta i el comandant moamària fou assassinat en un atac nocturn i molts dels caps de la secta van morir; sense líders el sectaris van oferir poca resistència i foren dispersats. L'alt Assam va quedar devastat al final de la revolta (1769).
Laskshmi Singh va morir el 1780 i el va succeir el seu fill Gaurinath Singh, que va iniciar persecucions contra els moamàries i aquestos ara dirigits per les dues vídues de Ragha Maran, anomenades Radha i Rukmini, van participar en les lluites posteriors contra l'exèrcit reial. El fill de Ragha, Ramakata, finalment va aconseguir la victòria; les tropes reials foren derrotades decisivament el 1786 pels sectaris en diversos xocs i van assaltar la capital que van ocupar i Ramataka es va coronar rei. El rei ahom, Gaurinath va fugir a Gawhati però un dels seus ministres, Bura Gohain, va mantenir la resistència durant anys amb èxit divers; l'anarquia es va instal·lar al territori i el rerepaís va ser devastat per bandes d'homes armats i caps locals es van començar a proclamar independents, entre els quals Krishna Narayan, descendent dels reis koch que es va apoderar de Darrang i la part nord de Kamrup i va amenaçar Gawhati; també els moamàries van avançar de mica en mica. El rei va demanar ajut als britànics que ara dominaven Sylhet i Goalpara (abans dels mogols).
El govern de Calcuta (Lord Cornwallis) va enviar (setembre de 1792) al capità Welsh amb un destacament. A la vora de Gawhati es va trobar amb el rei que havia hagut de fugir de la ciutat davant la revolta popular dels doms dirigits per Bairagi; Welsh va derrotar a Bairagi i va restaurar al tron al rei; després va creuar el Brahmaputra i va derrotar el rei koch Krishna Narayan (que tenia un exèrcit de 3000 homes) que finalment es va haver de rendir després de noves derrotes parcials. Welsh va restablir l'ordre al regne però es va adonar que el mateix raja era cruel i que tenia molts enemics; la sanguinària conducta del raja i les intrigues dels seus ministres van aconsellar canviar alguns ministres per altres més humanitaris; es va proclamar també una amnistia; el 1793 va romandre a Gawhati i el gener de 1794 va pacificar Mangaldai i Nowgong, va avançar a Kaliabar i va fer aixecar el setge que els moamàries estaven sotmetent a Jorhat on resistia el ministre Bura Gohain; una decisiva victòria la va aconseguir a 20 km de Rangpur que fou ocupada el març.
Sir John Shore va succeir a Lord Cornwallis com a governador general i amb ell va arribar la política de no-intervenció, i va cridar a Welsh tot i les protestes del rei d'Ahom; així que Welsh va retornar a la seva base el 1794 a Calcuta. La sexta dels moamàries, principalment la tribu matak, que dominava la regió de la conca de Dihing-Brahmaputra, va mantenir una existència independent i el seu cap es titulava Bar Senapati (es va mantenir fins a l'annexió britànica). El rei, una vegada va sortir Welsh, va destituir als oficials que ell havia fet nomenar, va renovar la persecució dels moamàries i es va venjar d'antics enemics que s'havien sotmès contra promesa de perdó; l'anarquia es va instal·lar al país; els reis foren instruments de poderosos ministres i cap bàndol era prou fort per imposar-se sense ajut extern. Bura Gohain el ministre reial va organitzar un cos de tropes sota disciplina com les angleses i va aconseguir aturar als moamària i altres malcontents. Gaurinath fou seguit al tron per un parent llunyà de nom Kamaleswar, descendent de Gadadhar Singh; el següent rei (1811) Chandra Kanta, era el germà de l'anterior.
El 1811 va pujar al tron Chandra Kanta. Poc abans (1810) el governador de Gawhati (Bar Pukhan), Badan Chandra, havia caigut en desgràcia i havia fugit a Bengala on va demanar ajuts als britànics sense èxit; allí es va guanyar l'amistat d'un enviat birmà, amb el que va viatjar a Amarapura la capital birmana, on va convèncer el rei birmà d'enviar una expedició a Assam. El 1816-1817 un exèrcit de vuit mil homes fou enviat a Assam; l'exèrcit va creuar les muntanyes Patkai i va obtenir el suport d'alguns caps; va entrar a Assam i va ocupar el país amb facilitat fins a Jorhat. El governador de Gawhati fou reinstal·lat.
L'exèrcit invasor va retornar a Birmània i només sortir van esclatar altre cop les lluites; Badan Chandra fou assassinat i el rei Chandra Kanta fou deposat i posat al tron Purandar Singh descendent de Raja Rajeswar Singh; els partidaris de Badan Chandra van cridar altre cop als birmans que van retornar i van restaurar a Chandra Kanta (1819), però aquesta vegada venien per quedar-se. Chandra Kanta va intentar separar-se de la seva tutela (1821) però va fracassar i va haver de fugir a territori britànic on també s'havia refugiat Purandar Singh. L'ocupació birmana fou brutal; els pobles foren saquejats i cremats, i els habitants expulsats cap a la jungla.
L'ocupació birmana i la decadència d'Ahom va provocar que els reis kachari, que ara estaven establerts a Khaspur a la plana de Cachar, es recuperessin però al mateix temps van començar a ser atacats pels manipuris. Kachari va demanar ajut als britànics que ho va rebutjar fins al 1824 quan l'amenaça d'invasió de Cachar i Jaintia pels birmans els va fer reaccionar; la guerra entre britànics i birmans es va iniciar a la frontera de Cachar però els combats principals foren a la vall del Brahmaputra on una força britànica de tres mil homes va avançar sense gaire oposició cap a Kaliabar. En arribar la temporada de pluges els britànics van retornar a Gawhati i els birmans van recuperar Nowgong on van cometre grans atrocitats amb els habitants abandonats a la seva sort; molts foren assassinats i altres van fugir per salvar la vida cap a les muntanyes del sud on gran part va morir de gana i només una petita part va poder arribar a la plana de la vall del Surma.
Al passar les pluges els britànics van tornar a avançar i els birmans foren expulsats liquidant els intents de resistència; en la seva retirada els birmans es van emportar trenta mil esclaus. El tractat de Yandabu del 24 de febrer de 1826 va posar fi a la guerra i va cedir Assam als britànics i Scott,el comissionat de Rangpur, fou nomenat com a administrador. Aquesta guerra, l'ocupació birmana i les anteriors revoltes van provocar la mort d'un terç de la població d'Assam.
El regne d'Ahom es va dividir el 1826 en dos comissaries: Upper Assam (Alt Assam) i Lower Assam (Baix Assam) incloses a la presidència de Bengala. El Baix Assam fou posat sota administració directe britànica però l'Alt Assam, excepte Matak (el territori del Bar Senapati cap dels moamàries del sud de Lakhimpur que va restar independent) va quedar sense administració fins que es va decidir constituir (o millor reconstituir) un principat ahom el 1832 sota Purandar Singh, príncep de la dinastia ahom (proclamat el 1833), que va governar la resta dels districte de Lakhimpur i el de Sibsagar. El cap khamti de Sadiya (Sadiya-khowa Gohain o virrei de l'antic país Chutiya) que s'havia apoderat de la zona durant les revoltes dels moamàries, fou confirmat pels britànics com a feudatari.
Mentre el Baix Assam es va dividir en 4 districtes: Goalpara, Kamrup, Darrang, i Nagaon. El 1874 Assam fou separat de Bengala i transformat en província amb capital a Shyllong a les [muntanyes Khasi], i Kamrup va quedar dins la província, però deixant de ser capital de subdivisió.
El districte sota domini britànic tenia una superfície de 9992 km² i el seu riu principal era el Brahmaputra que el dividia en dues parts, uns dos terços a la part nord; altres rius eren el Barnadi i Baralia, afluents dels Brahmaputra, el Chaulkhoa, afluent del Manas, i el mateix Manas. A la part sud els rius destacats eren el Digru, Kulsi i Singra. La llacuna de Dipar, a uns 15 km a l'oest de Guwahati, era la principal. La població era:
- 1872: 561.681
- 1881: 644.960
- 1891: 634.249
- 1901: 589.187

Estava organitzar en dues subdivisions: Gauhati i Barpeta, i tenia 1.716 pobles. El 69% de la població era hindú, el 21% animistes i el 9% musulmans. El 83% parlava assames i 11% el cacharo o alguna de les llengües bodo. Les ètnies principals a part els assamesos eren els rahba, kacharis, mikirs, garos i lalungs.